# Oder-Klasse
Die Oder-Klasse (auch Odereisbrecher) ist eine Serie von sieben Eisbrechern, die für die DDR-Binnenschifffahrt gebaut wurden.

## Allgemeines
Die Schiffe wurden für den Eisbrechereinsatz auf der Oder konstruiert. Das Typschiff wurde 1957 vom VEB Schiffswerft Dresden Übigau abgeliefert und die nachfolgenden Einheiten von der Ernst Thälmann Werft in Brandenburg an der Havel.
Der eisverstärkte Rumpf ist aus Stahl und durch sieben Schotte in acht Abteilungen unterteilt. Der ursprüngliche Antrieb bestand aus einem Schiffsdieselmotor des Typs 6 NVD 48 des VEB Schwermaschinenbau „Karl Liebknecht“, der auf einen Festpropeller wirkte. Bei einer Antriebsleistung von 397 kW wurde eine Reisegeschwindigkeit von 13 km/h erreicht. Im Rahmen von Umbauten und Modernisierungen wurden auch die Antriebsmotoren ausgetauscht, so dass die Klasse heute keine einheitliche Motorisierung aufweist.
Die Odereisbrecher sind mit einem Schleppgeschirr ausgerüstet und werden in der eisfreien Saison auch als Schlepper eingesetzt.

## Einheiten
Die Eisbrecher wurden zunächst vom VEB Binnenreederei Berlin eingesetzt und in den 1970er Jahren dem Wasserstraßenamt Eberswalde unterstellt. Nach der Wiedervereinigung Deutschlands wurden alle Einheiten vom Wasserstraßen- und Schifffahrtsamt Eberswalde übernommen.
| Baunummer | Name(n)                                                             | Schiffsnummer | Baujahr | Verbleib                  | Referenzen  |
| --------- | ------------------------------------------------------------------- | ------------- | ------- | ------------------------- | ----------- |
| 1463      | Hohensaaten ex-Freundschaft (bis 1964)                              | ENI 05027270  | 1957    | WSA Eberswalde            | [ 1 ] [ 2 ] |
| 503-1     | Angermünde ex-Woltersdorf (bis 1964) ex-Einheit (bis 1961)          | ENI 05027330  | 1958    | WSA Schweinfurt           |             |
| 503-2     | Kienitz ex-Königs Wusterhausen (bis 1964) ex-Solidarität (bis 1961) | ENI 05027290  | 1958    | WSA Eberswalde            | [ 3 ]       |
| 503-3     | EisEd 3 ex-Oder (bis 2011)                                          | ENI 05027310  | 1958    | Reederei Ed Line          | [ 4 ] [ 5 ] |
| 503-4     | EisEd 2 ex-Gartz (bis 2012)                                         | ENI 05027280  | 1958    | Reederei Ed Line          | [ 6 ] [ 5 ] |
| 503-5     | Usedom ex-Schwedt (bis 1972)                                        | ENI 05027260  | 1958    | WSA Eberswalde            | [ 7 ] [ 8 ] |
| 503-6     | Kasuaris ex-Frankfurt (bis 2004)                                    | IMO 8884701   | 1958    | [Abgewrackt ] Niederlande |             |